# 도쿠가와 무네하루
도쿠가와 무네하루(일본어: 徳川宗春, 1696년 11월 20일 ~ 1764년 11월 1일)는 에도 시대 중기의 다이묘이다. 고렌시(御連枝) 중 오쿠보 마쓰다이라 가문 제4대 당주(무쓰 야나가와 번주), 오와리 도쿠가와가 제7대 당주·오와리번 제7대 번주를 역임하였다.
역대 번주와 마찬가지로 오와리 번주 취임 후에 요시무네로부터 "무네"(宗)의 헨키를 받았고 "무네하루"(宗春)로 개명하였다. 개명 전의 이름은 형 도쿠가와 요시미치의 "미치"(通)의 자를 얻어 미치하루(通春).
| 전임 마쓰다이라 요시자네 | 제4대 오쿠보 마쓰다이라 가문 당주 1729년 ~ 1730년 | 후임 오와리 종가 상속으로 인한 단절 |

| 전임 도쿠가와 쓰구모토 | 제7대 오와리 도쿠가와 가문 당주 1730년 ~ 1739년 | 후임 도쿠가와 무네카쓰 |

| 전임 마쓰다이라 요시자네 | 제4대 야나가와 번 번주 1729년 ~ 1730년 | 후임 일단 폐번(마쓰마에 아키히로) |